# گرانول آلیاژهای منیزیم

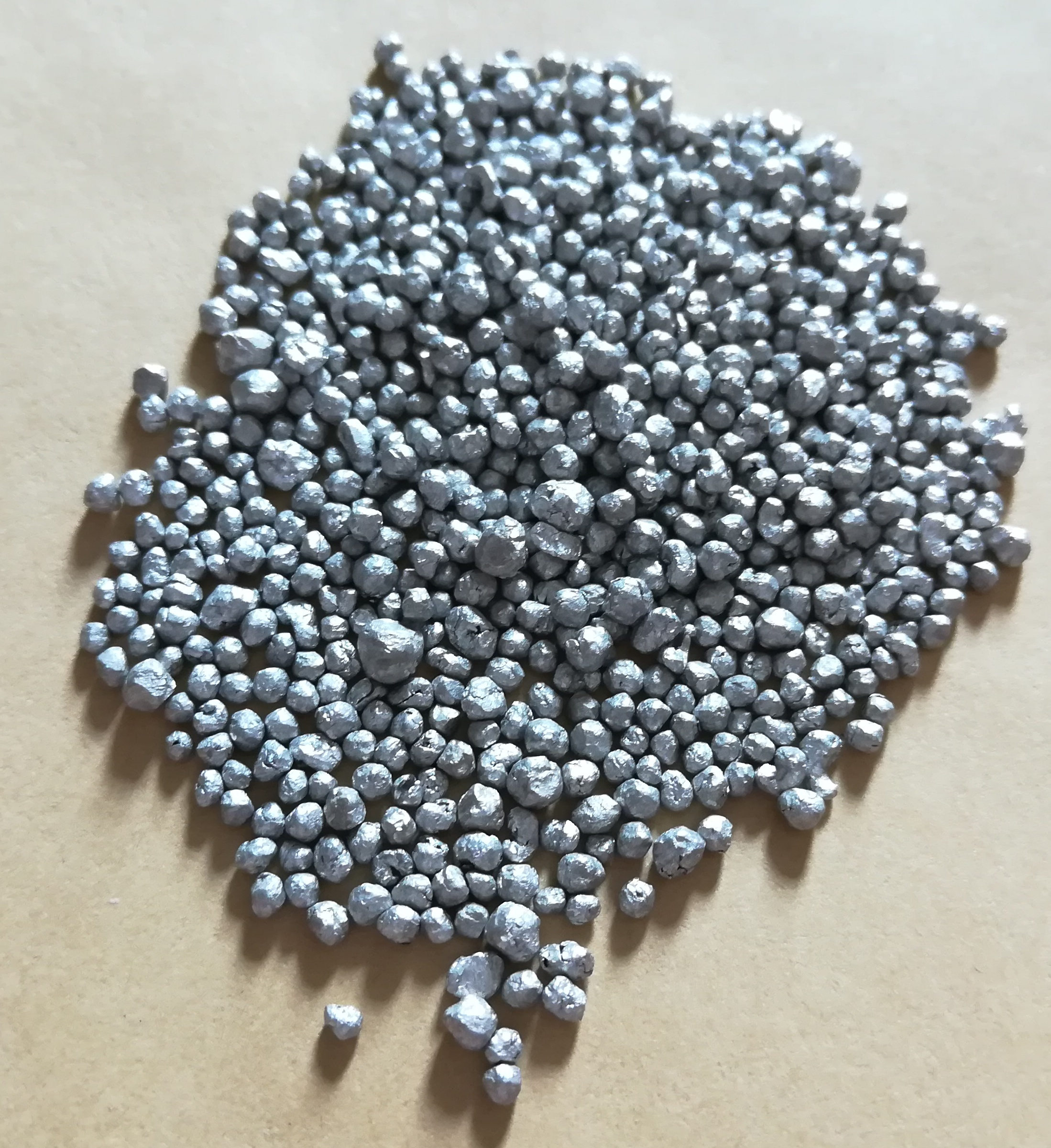
گرانول‌های منیزیم در ابعاد 1 تا 3 میلی‌متر

گرانول منیزیم (به انگلیسی: Magnesium granules) و آلیاژهای آن قطعات کروی شکل آلیاژ منیزیم هستند که اندازه آن‌ها بین یک تا پنج میلی‌متر می‌باشد.
منیزیم از جمله فلزهای قلیایی خاکی است که به دلیل سبک بودن و خواص مکانیکی و شیمیایی آن به صورت گسترده‌ای در صنعت خودروسازی، الکترونیک، سبک‌سازی قطعات و غیره کاربرد دارد.
آلیاژهای منیزیم برای بهبود خواص مکانیکی، شیمیایی، خوردگی، شکل‌پذیری و غیره به وسیله ترکیب سایر فلزات با منیزیم ساخته شده‌اند که این آلیاژها را به دو دسته کلی برای استفاده در صنایع ریخته‌گری و شکل‌دهی تولید می‌شوند.
شرکت American Elements  به‌عنوان یکی از شرکت‌های تولیدکننده‌ عمده آلیاژهای فلزات با ترکیبات متفاوت، گرانول‌های منیزیم را در سایزهای  قطر استاندارد کمتر از یک میلی‌متر، یک تا دو میلی‌متر و سه تا پنج میلی‌متر جهت استفاده در فرایند‌های مختلف صنعتی تولید می‌کند.
گرانول آلیاژ منیزیم را با استفاده از فرآیند‌های انباشت بخار شیمیایی، انباشت بخار فیزیکی، لایه نشانی بخار مواد ارگانیک در دمای پایین، لایه نشانی اتمی و سایر روش‌های تولید می‌شود. 
از گرانول‌های آلیاژهای منیزیم به صورت عمده در روش‌های اکستروژن برای تولید قطعات در قالب‌ها و یا پروفیل‌ها، چاپ سه بعدی و ... استفاده می‌شود .

## نام‌گذاری آلیاژهای منیزیم

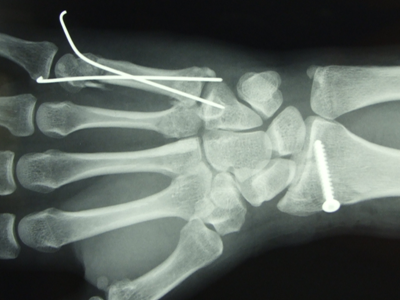
استفاده از آلیاژهای منیزیم برای کاربردهای پزشکی

برای نام‌گذاری آلیاژهای منیزیم سیستم واحدی وجود ندارد ولی به صورت کلی ترکیب فلزات به کار رفته در ترکیب آلیاژ منیزیم در کنار هم و درصد وزنی به رفته از آنها در بستر منیزیم را در کنار هم میبینیم به طور مثال آلیاژ AZ91 دارای 9 درصد جرمی آلومینیم و 1 درصد چرمی روی می‌باشد.

## دلایل استفاده از گرانول در مقایسه با پودر، شمش و ورق
گرانول‌ در برابر ورق و شمش از اندازه کوچکتری برخوردار است و در زمان حمل مواد به داخل مخازن و راهگاه‌های تولید قطعات از سهولت بیش‌تری دارد. همچنین در مقایسه با شمش در هنگام جابه‌جایی فضای کمتری را اشغال کرده و ذرات گرانول به صورت فشرده در کنار هم جای می‌گیرند.
گرانول در مقایسه با پودر فشرده‌تر است و چگالی بالاتری دارد. همچنین در هنگام حمل و نقل ذرات آن همچون پودر در هوا معلق نشده و خطرات زیست محیطی و تخریبی برای تولید، دستگاه‌ها و نیروی کار به همراه ندارد.
با توجه به این‌که منیزیم فلز بسیار فعال و واکنش پذیری است با افزایش نسبت سطح به حجم و کاهش اندازه ذرات امکان واکنش فلز و ایجاد گازهای آتش‌زا همانند گاز هیدروژن وجود دارد؛ به همین دلیل برای کاربرد‌های صنعتی استفاده از گرانول‌های منیزیم به نسبت پودر منیزیم از سهولت و امنیت استفاده بالاتری برخوردار است.

## تولید گرانول آلیاژهای منیزیم[۲]
یکی از روش‌های تولید گرانول با استفاده از پاشش فلز مذاب می‌باشد.
در این روش فلز مذاب از یک نازل خارج شده و هنگام خروج با جریان شدید گاز خنثی به همراه نمک‌های محافظ برخورد کرده و با برخورد گاز فلز مذاب به اطراف پاشیده می‌شود. پس از سرد شدن ذرات پاشیده شده به اطراف آن‌را در یک مخزن جمع‌آوری نموده و از الک‌های مخصوصی عبور داده می‌شود تا دانه‌بندی گرانول‌های تولید شده صورت گرفته و گرانول ها در اندازه‌های مختلف دسته بندی شوند.
از مزایای این روش می‌توان به موارد زیر اشاره کرد:
- کروی شدن دانه‌های گرانول
- ایمنی در برابر احتراق حاصل از واکنش منیزیم و اکسیژن
- ایمنی در برابر انفجار به دلیل روکش دهی نمک بر روی گرانول‌ها
- سهولت در انتقال و حمل و نقل پنوماتیکی

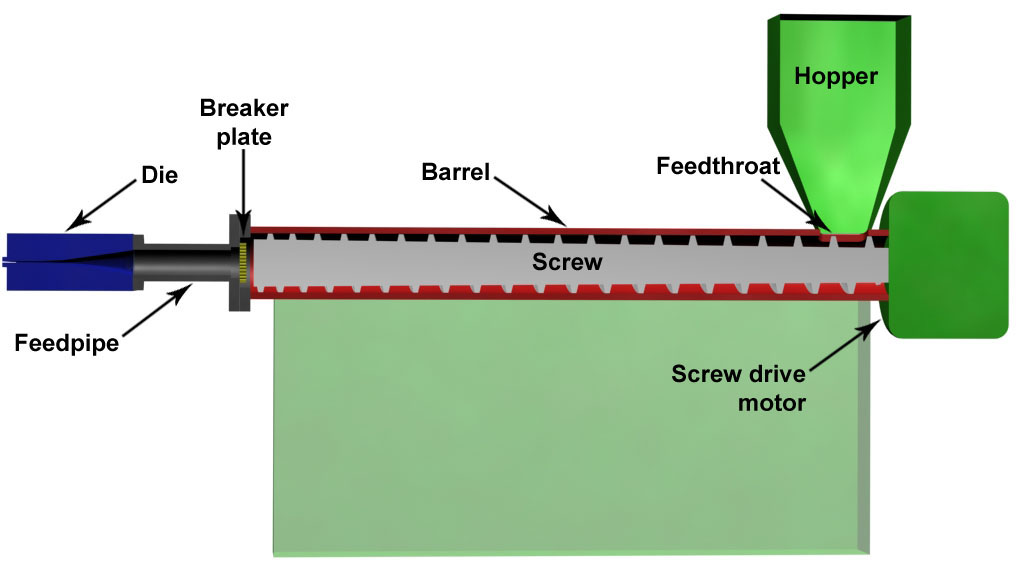
حرکت گرانول‌ها با کمک ماردون برای ذوب و قالب‌گیری

## کاربرد
از گرانول‌ها برای بسیاری از فرآیندهای ساخت قطعات به روش‌های ریخته‌گری همانند ریخته‌گری تحت فشار، ریخته گری ماسه‌ای و غیره استفاده می‌شود که در این روش‌ها آلیاژها را به صورت مذاب درآورده و در قالب‌ها ریخته‌گری می‌کنند. روش دیگر استفاده از ریخته‌گری نیمه جامد است که با استفاده از آن دمای محیط را تا نزدیکی دمای ذوب ماده بالا برده و تحت فشار دستگاه تامین مواد ماده را به صورت خمیری در ماردون حرکت می‌دهند و به سمت قالب هدایت می‌کنند تا قطعه نهایی را بسازند.
در روش ریخته‌گری نیمه جامد گرانول تا دمای 20 درجه سلسیوس پایین‌تر از دمای ذوب آلیاژ گرم شده که فلز در این دما و تحت فشار حالت خمیری به خود می‌گیرد. با انتقال ماده به سمت قالب اصلی می‌توان قطعات پیچیده‌ای را به این روش تولید کرد. در این روش نیازی به کوره ذوب و نگهداری مواد مذاب نیست و با توجه به تعییر دمای کمتر ماده در قالب طول عمر قالب افزایش یافته و آثار مخرب انجماد مجدد همانند ایجاد حفره در قطعه و کاهش اندازه قطعه نهایی پس از قالب‌گیری کاهش می‌یابد.